# Андреев, Александр Александрович (инженер)
Андреев Александр Александрович (2 декабря 1937, станция Лог) — российский инженер-конструктор, лауреат Государственной премии СССР (1989).
Окончил Казанский авиационный институт в 1961 году. Работал на Воткинском машиностроительном заводе: инженер-испытатель (1961—1964), начальник гидроиспытательной станции (1964—1965), ведущий конструктор (1965—1969), начальник отдела ОКБ (1969—1982), заместитель главного конструктора (с 1982).
Андреев был удостоен Государственной премии СССР за постановку на серийное производство изделия «Тополь». Награжден орденом Трудовго Красного Знамени (1977) и несколькими медалями.